# Cabeceiras do Piauí
Cabeceiras do Piauí är en kommun i Brasilien.   Den ligger i delstaten Piauí, i den östra delen av landet, 1 400 km norr om huvudstaden Brasília. Antalet invånare är 9 927.
Omgivningarna runt Cabeceiras do Piauí är huvudsakligen savann. Runt Cabeceiras do Piauí är det glesbefolkat, med 17 invånare per kvadratkilometer.